# Rolls-Royce Phantom VI
Rolls-Royce Phantom VI er den sjette generation af luksussedanen Rolls-Royce Phantom, der blev produceret 1968 til 1990. Fra 1968 til 1973 blev bilen produceret Rolls-Royce Ltd og fra 1973 til 1990 af Rolls-Royce Motors. Den er baseret på Phantom V, og blev hovedsageligt fremstillet som limousiner samt landauer.
| Stub | Spire Denne bilrelaterede artikel er en spire som bør udbygges. Du er velkommen til at hjælpe Wikipedia ved at udvide den. |